# Блота (Опольське воєводство)
Блота (пол. Błota, нім. Neu Limburg) — село в Польщі, у гміні Любша Бжезького повіту Опольського воєводства.
Населення — 388 осіб (2011).

## Демографія
Демографічна структура станом на 31 березня 2011 року:
|          | Загалом | Допрацездатний вік | Працездатний вік | Постпрацездатний вік |
| -------- | ------- | ------------------ | ---------------- | -------------------- |
| Чоловіки | 192     | 39                 | 126              | 27                   |
| Жінки    | 196     | 36                 | 109              | 51                   |
| Разом    | 388     | 75                 | 235              | 78                   |